# Уряд Екваторіальної Гвінеї
Уряд Екваторіальної Гвінеї — вищий орган виконавчої влади Екваторіальної Гвінеї.

## Голова уряду
- Прем'єр-міністр — Франсіско Паскуаль Евген Обама Асуе (англ. Francisco Pascual Eyegue Obama Asue).
- Віце-прем'єр-міністр у справах координації управління — Вінсенте Томі (англ. Vincente Ehate Tomi).
- Перший віце-прем'єр-міністр у справах державної політики і демократії — Клімент Енгонга Нгуема Онгуене (англ. Clemente Engonga Nguema Onguene).
- Другий віце-прем'єр-міністр у справах соціальної політики — Андрес Хорхе Мбоміо Нсем Абуа (англ. Andres Jorge Mbomio Nsem Abua).
- Третій віце-прем'єр-міністр у справах прав людини — Альфонсо Нсуе Мокуй (англ. Alfonso Nsue Mokuy).

## Кабінет міністрів
Склад чинного уряду подано станом на 15 липня 2016 року.
| Логотип | Міністерство                                                              | Міністр                                                               | Фото | Час на посаді | Час на посаді | Партія | Партія | Вебсайт |
| ------- | ------------------------------------------------------------------------- | --------------------------------------------------------------------- | ---- | ------------- | ------------- | ------ | ------ | ------- |
|         | Міністерство внутрішніх справ і місцевої взаємодії                        | Клімент Енгонга Нгуема Онгуене (Clemente Engonga Nguema Onguene)      |      |               |               |        |        |         |
|         | Міністерство гірництва, промисловості та енергетики                       | Габріель Мбега Обіанг Ліма (Gabriel Mbega Obiang Lima)                |      |               |               |        |        |         |
|         | Міністерство державного управління                                        | Фаустіно Ндонг Есоно Еянг (Faustino Ndong Esono Eyang)                |      |               |               |        |        |         |
|         | Міністерство економіки, планування та інвестицій                          | Еукаріо Бакале Ангуе (Eucario Bakale Angue)                           |      |               |               |        |        |         |
|         | Міністерство закордонних справ і міжнародного співробітництва             | Агапіто Мба Мокуй (Agapito Mba Mokuy)                                 |      |               |               |        |        |         |
|         | Міністерство комунальних служб та інфраструктури                          | Хуан Нко Мбула (Juan Nko Mbula)                                       |      |               |               |        |        |         |
|         | Міністерство культури                                                     | Гуіллерміна Меуй Мба Обоно (Guillermina Mekuy Mba Obono)              |      |               |               |        |        |         |
|         | Міністерство лісового господарства та екології                            | Франсіско Мба Оло Бахамонде (Francisco Mba Olo Bahamonde)             |      |               |               |        |        |         |
|         | Міністерство молоді та спорту                                             | Андрес Хорхе Мбоміо (Andres Jorge Mbomio)                             |      |               |               |        |        |         |
|         | Міністерство науки і освіти                                               | Хесус Енгонга Ндонг (Jesus Engonga Ndong)                             |      |               |               |        |        |         |
|         | Міністерство національної безпеки                                         | Ніколас Обама Нчама (Nicolas Obama Nchama)                            |      |               |               |        |        |         |
|         | Міністерство оборони                                                      | Вінсенте Ела Оломо (Vincente Ela Olomo)                               |      |               |               |        |        |         |
|         | Міністерство охорони здоров'я і соціального забезпечення                  | Саломон Нгума Овоно (Salomon Nguma Owono)                             |      |               |               |        |        |         |
|         | Міністерство праці та соціального забезпечення                            | Хосе Анхель Боріко (Jose Angel Borico)                                |      |               |               |        |        |         |
|         | Міністерство промисловості та енергетики                                  | Евхеніо Еду Ндонг (Eugenio Edu Ndong)                                 |      |               |               |        |        |         |
|         | Міністерство риболовлі                                                    | Естаніслао Дон Малаво (Estanislao Don Malavo)                         |      |               |               |        |        |         |
|         | Міністерство соціальної політики та гендерної рівності                    | Консуело Ондо Нзанг (Consuelo Ondo Nzang)                             |      |               |               |        |        |         |
|         | Міністерство сприяння малому та середньому бізнесу                        | Хернес Ела Міфуму (Hernes Ela Mifumu)                                 |      |               |               |        |        |         |
|         | Міністерство сільського господарства                                      | Віктор Грає Мейлі (Victor Graye Meili)                                |      |               |               |        |        |         |
|         | Міністерство торгівлі                                                     | Антоніо Педро Олівейра Борупу (Antonio Pedro Oliveira Borupu)         |      |               |               |        |        |         |
|         | Міністерство торгівлі та сприяння бізнесу                                 | Альфредо Мітого Ада (Alfredo Mitogo Mitogo Ada)                       |      |               |               |        |        |         |
|         | Міністерство транспорту та поштового зв'язку                              | Целестіно Боніфасіо Бакале Обіанг (Celestino Bonifacio Bakale Obiang) |      |               |               |        |        |         |
|         | Міністерство урбанізації                                                  | Режинальдо Асу Мангве (Reginaldo Asu Mangue)                          |      |               |               |        |        |         |
|         | Міністерство фінансів і бюджету                                           | Мігель Енгонга Обіанг Еянг (Miguel Engonga Obiang Eyang)              |      |               |               |        |        |         |
|         | Міністерство цивільної авіації                                            | Фаусто Абесо Фума (Fausto Abeso Fuma)                                 |      |               |               |        |        |         |
|         | Міністерство юстиції, у справах релігії та пенітенціарної служби          | Еванхеліна Філомена Ойо Ебуле (Evangelina Filomena Oyo Ebule)         |      |               |               |        |        |         |
|         | Міністерство інформації, преси і радіо                                    | Евхеніо Нзе Обіанг (Eugenio Nze Obiang)                               |      |               |               |        |        |         |
|         | Державний міністр Екваторіальної Гвінеї у справах безпеки президента      | Антоніо Мба Нгуема Мікуе (Antonio Mba Nguema Mikue)                   |      |               |               |        |        |         |
|         | Державний міністр Екваторіальної Гвінеї у справах місій                   | Алехандро Евуна Овоно Асангоно (Alejandro Evuna Owono Asangono)       |      |               |               |        |        |         |
|         | Державний міністр Екваторіальної Гвінеї у справах регіональної інтеграції | Бальтасар Енгонга Еджо (Baltasar Engonga Edjo)                        |      |               |               |        |        |         |
|         | Державний міністр національної оборони Екваторіальної Гвінеї              | Вісенте Ея Оломо (Vicente Eya Olomo)                                  |      |               |               |        |        |         |
|         | Державний міністр національної безпеки Екваторіальної Гвінеї              | Ніколас Обама Нчама (Nicolas Obama Nchama)                            |      |               |               |        |        |         |
|         | Державний міністр у справах туризму Екваторіальної Гвінеї                 | Томас Мечеба Фернандес Галілеа (Tomas Mecheba Fernandez Galilea)      |      |               |               |        |        |         |
|         | Державний міністр Екваторіальної Гвінеї у справах зносин з парламентом    | Анхель Масіє Мібуй (Angel Masie Mibuy)                                |      |               |               |        |        |         |